# Boettcheria arnaudi
Boettcheria arnaudi är en tvåvingeart som beskrevs av Guilherme A.M.Lopes 1950. Boettcheria arnaudi ingår i släktet Boettcheria och familjen köttflugor.
Artens utbredningsområde är Peru. Inga underarter finns listade i Catalogue of Life.